# Sosnówka (obwód wołyński)
Sosnówka (ukr. Соснівка) – wieś na Ukrainie w rejonie kamieńskim obwodu wołyńskiego.